# Motor encapsulado
.

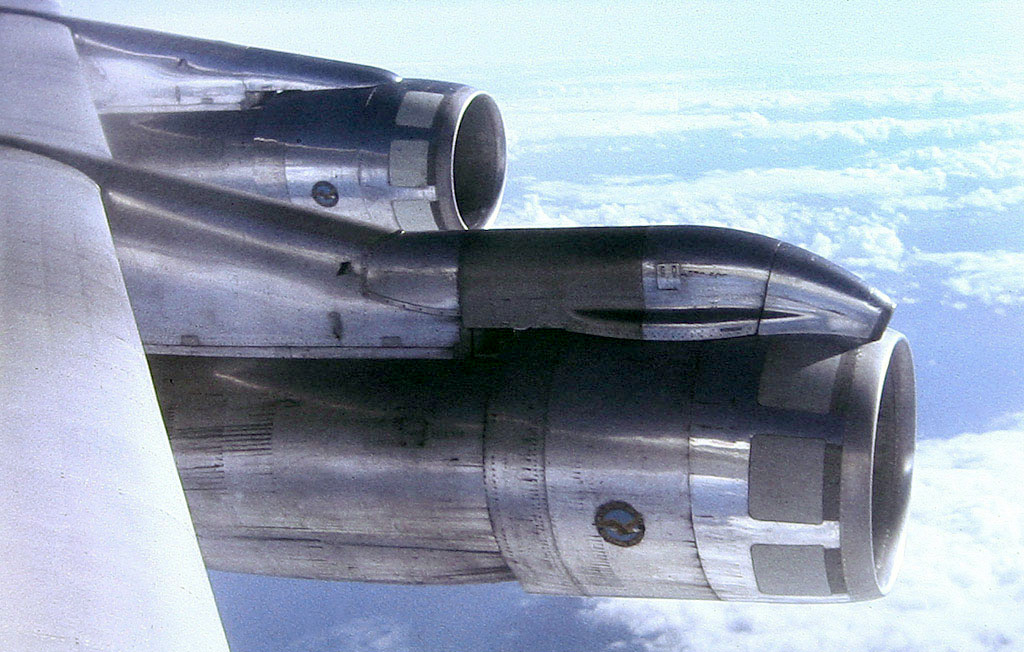
Motores en cápsula en un Boeing 707

Un motor encapsulado, también llamado motor en vaina y motor en góndola es un motor a reacción que se ha construido e integrado en su góndola. Esto puede hacerse en una instalación de integración como parte del proceso de montaje de una aeronave. La góndola contiene el motor, los soportes del motor y las piezas necesarias para hacer funcionar el motor en el avión, lo que se conoce como EBU (Engine Build Up). La góndola consta de una entrada, una tobera de escape y un capó que se abre para acceder a los accesorios del motor y a los tubos externos. La tobera de escape puede incluir un inversor de empuje. El motor con góndola es un grupo motopropulsor completo, o sistema de propulsión, y suele estar fijado debajo del ala en aviones grandes como los aviones comerciales o en la parte trasera del fuselaje en aviones más pequeños como los aviones de negocios.

## Montaje del motor
Los componentes EBU conectan los sistemas del motor con los sistemas de la aeronave. El montaje del motor incluye la instalación de un motor de arranque, bombas hidráulicas, generadores eléctricos y firewire, así como componentes que conectan el motor a la aeronave. Incluyen lo siguiente:
- mazos eléctricos para control, por ejemplo, una solicitud de empuje desde la cabina de vuelo necesita una ruta eléctrica hasta el control electrónico del motor.
- cables eléctricos para alimentación, la electricidad generada en el motor debe conectarse al sistema eléctrico de la aeronave.
- Mangueras hidráulicas: el fluido hidráulico del sistema hidráulico de la aeronave debe suministrarse a las bombas montadas en el motor y luego devolverse a la aeronave a alta presión. El fluido a alta presión se devuelve a la góndola para accionar un inversor de empuje.
- Tubo de combustible: el combustible debe llegar desde los tanques de la aeronave a la bomba de combustible del motor.
- Tubos de aire: el aire a alta presión del motor se suministra al sistema de control ambiental de la aeronave y para el sistema antihielo de la aeronave.[2]

## La góndola y el motor
Una góndola es una cubierta aerodinámica para un motor a reacción que incorpora la entrada de aire y la salida de escape del motor.
La entrada está conectada a una brida de montaje en la parte delantera de la caja del ventilador del motor. La tobera de escape, que puede incorporar un inversor de empuje, está conectada a una brida de montaje en la parte trasera de la caja de escape del motor. Un carenado aerodinámico entre la entrada y el escape, completa la góndola. Tiene puertas que se abren y permiten el acceso para el mantenimiento regular, como añadir aceite, así como el reemplazo no programado de accesorios del motor y tuberías externas.
El rendimiento del motor depende del diseño de la góndola. La forma del borde de la entrada, el área interna mínima y el perfil interno se establecen con diferentes flujos de aire del motor en crucero para mantener las pérdidas de presión aceptables, y diferentes ángulos de flujo de aire incidente, como en vientos cruzados y durante la rotación de despegue, para mantener aceptables las variaciones de presión a través de la cara del ventilador. Las pérdidas de presión, y por tanto la relación de presión global, afectan al rendimiento del motor o al consumo de combustible por cada libra de empuje. Las variaciones de presión afectan a la operabilidad del motor o a la probabilidad de sobrecarga. Las pérdidas de presión en la tobera de escape también afectan al rendimiento del motor al aumentar el consumo de combustible.
La góndola forma la trayectoria de flujo exterior a lo largo del motor para garantizar que los accesorios funcionen dentro de sus límites de temperatura y que los flujos de los extintores sean efectivos.

## Motores encapsulados montados en el ala
Colocar los motores en el ala proporciona un beneficioso alivio de la flexión del ala en vuelo. Cuanto más lejos estén los motores del fuselaje, mayor será el alivio de la flexión del ala, por lo que los motores montados cerca del fuselaje (en la raíz del ala) proporcionan poco alivio. Casi todos los aviones a reacción modernos de gran tamaño utilizan motores en cápsulas situadas a una distancia considerable de la raíz del ala para aliviar sustancialmente la flexión del ala. Las cápsulas están situadas delante del ala para ayudar a evitar el aleteo del ala, lo que, a su vez, permite una estructura de ala mucho más ligera.

## Motores en cápsula montados en el fuselaje

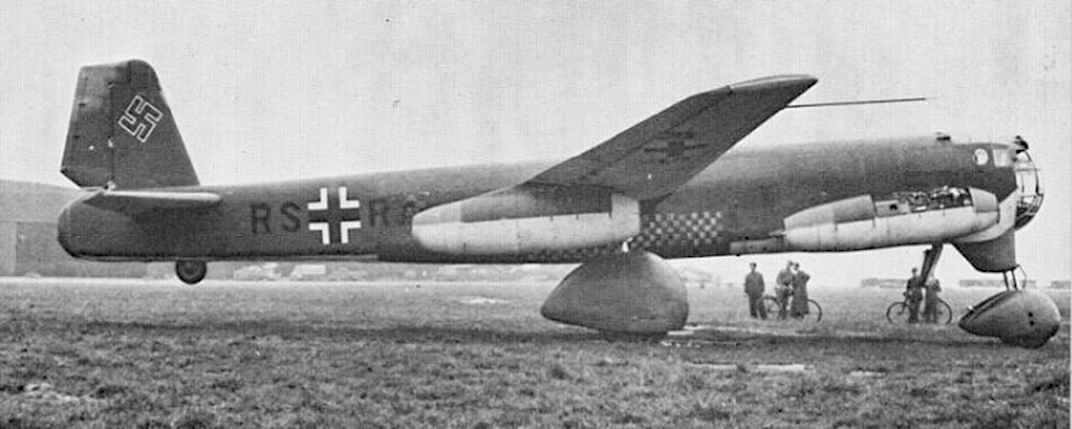
Junkers Ju287 mostrando la cápsula montada en el fuselaje delantero y la cápsula bajo el ala

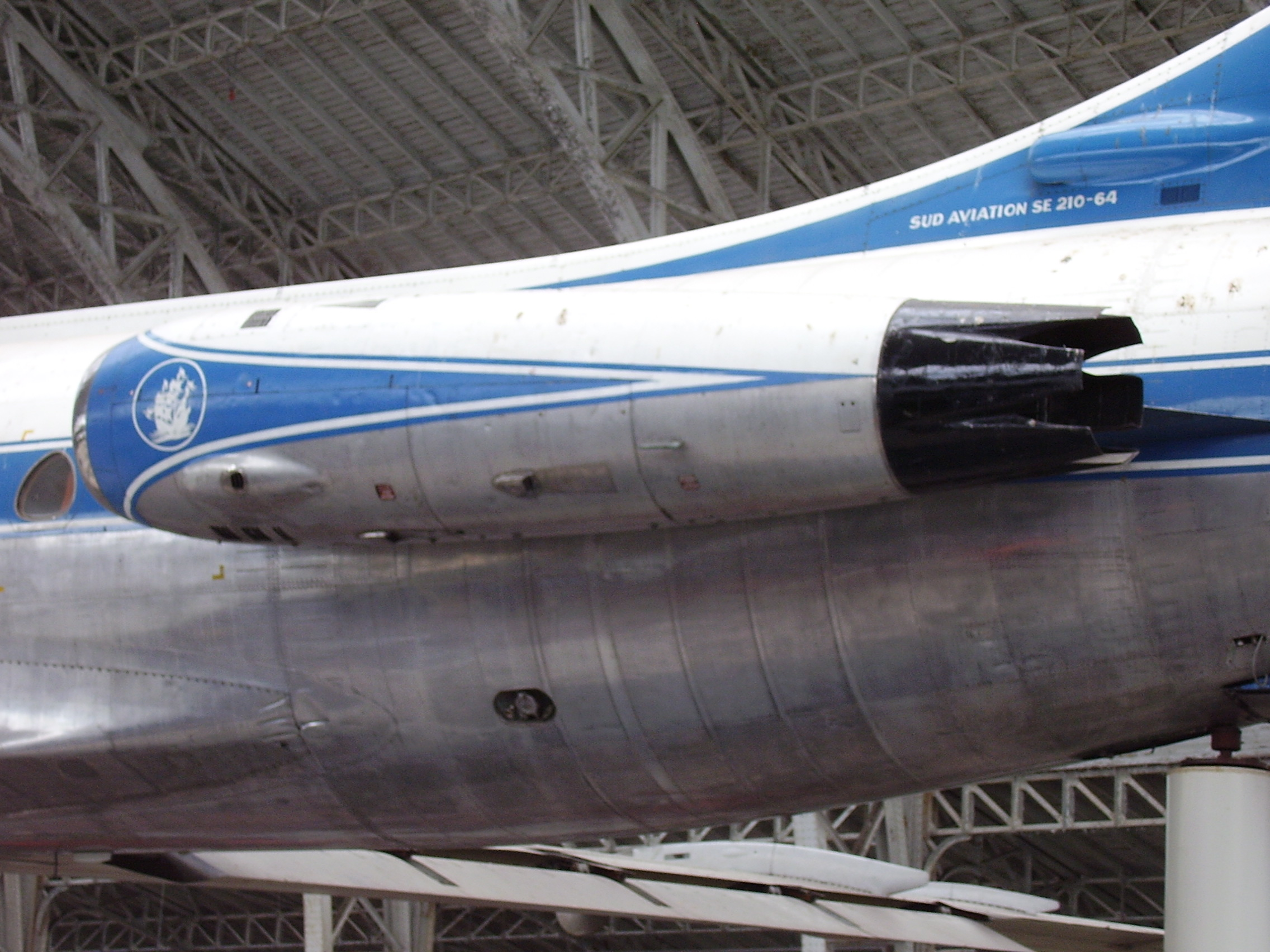
El SE 210 Caravelle de 1955 fue pionero en el montaje de motores en popa

Un ejemplo temprano de montaje en el fuselaje, el Junkers Ju 287, tenía dos de sus cuatro motores montados en la parte delantera del fuselaje. La misma posición se utilizó para dos de los tres motores del Martin XB-51.
Los aviones a reacción más pequeños, como el Cessna Citation, no suelen ser adecuados para motores en cápsula debajo del ala porque esto situaría los motores demasiado cerca del suelo. Este también es el caso de las aeronaves diseñadas para operar desde pistas de aterrizaje de hierba o grava sin acondicionar. En estos casos, es habitual montar dos (o, en ocasiones, cuatro) motores en la parte trasera del fuselaje, donde es menos probable que se dañen por ingestión de objetos extraños del suelo.
Esta ubicación de montaje no proporciona alivio de flexión del ala, pero, tras un fallo del motor, ofrece mucho menos ángulo de guiñada debido al empuje asimétrico que los motores montados en el ala. Para hacer frente al flujo de aire local, la mayoría de los motores situados en la parte trasera del fuselaje se instalan ligeramente elevados en la nariz. El flujo de aire local en la cola del avión suele ser descendente con respecto a la línea central del fuselaje de la aeronave.

## Aviones militares

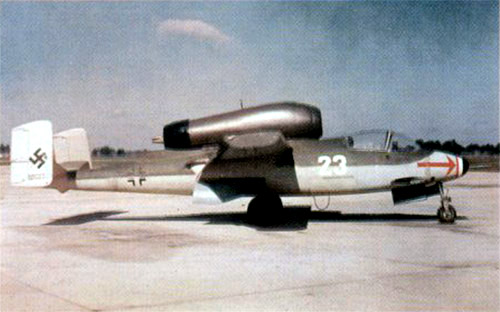
El He 162 utiliza una góndola sobre el fuselaje.

Algunos cazas a reacción utilizan motores con góndola, normalmente montados directamente bajo el ala. Un ejemplo fue el Messerschmitt Me 262, que tenía las góndolas montadas directamente en la parte inferior de las alas, sin utilizar pilones. El avión de ataque a tierra A-10 Thunderbolt II utiliza motores turbofán con góndola montada en el fuselaje. El Heinkel He 162 tenía un único motor a reacción BMW 003E en una góndola montada sobre el fuselaje.
Los diseños furtivos no utilizan motores en cápsula. En su lugar, los motores están contenidos dentro del fuselaje para minimizar la sección radar equivalente.
Muchos aviones de transporte militar, bombarderos y cisternas de reabastecimiento en vuelo utilizan motores en cápsula.